# Sinneoi Jauwan III: Dou Dou Dou
Sinneoi Jauwan III: Dou Dou Dou (倩女幽魂 III：道道道) és una pel·lícula de comèdia romàntica de terror de Hong Kong del 1991 dirigida per Ching Siu-tung i produïda per Tsui Hark. És la seqüela d'Una història xinesa de fantasmes i Sinneoi Jauwan II Yan gaan dou.
Tot i que tècnicament és una seqüela llunyana, la trama és més aviat una narració de l'original Una història xinesa de fantasmes. Joey Wong repeteix el seu paper de bellesa fantasmal lligada a la servitud del Dimoni Arbre. El segell del dimoni de l'arbre, tal com el va fer el monjo Yin (Wu Ma) a la pel·lícula original, només dura 100 anys. Ara, 100 anys després, el dimoni de l'arbre es desperta.

## Trama
La pel·lícula comença amb un flashback a la primera pel·lícula amb el taoista Yin segellant el dimoni de l'arbre, però li diu a l'erudit Ning Tsai Shen que tornarà a despertar d'aquí a 100 anys.
Uns 100 anys més tard, dos monjos budistes, el mestre Bai Yun i el seu inepte deixeble Shi Fang estan transportant un ídol daurat de Buda. En els seus viatges es troben amb el relativament honorable mercenari taoista Yin (més tard es revela que va rebre el nom de l'espadatxí taoista Yin de la primera pel·lícula i fins i tot havia estat rebutjat per ell quan va demanar que fos el seu alumne.) Quan parlava amb un comerciant, Yin accidentalment talla el sostre de la motxilla de Shi Fang revelant l'estàtua daurada del Buda. Acostats pels lladres i els homes dels pobles, els monjos van a passar la nit al temple local, que no és altre que el temple de les orquídies de la primera pel·lícula. Sense saber-ho els monjos, els seguien els bandolers de la ciutat. Mentre els bandits fan un moviment sobre ells, un d'ells s'ensopega amb un braç del cadàver i el confon amb un fantasma que el fa ensopegar i tots fugen espantats perquè es rumorejava que el Temple del Lotus estava embruixat. Mentre els bandits fugen, escolten fantasmes femenins cantant i confonen que són humans vius. Els bandits són capturats pel dimoni de l'arbre i tots són assassinats. Mentre mediten, els monjos escolten l'enrenou i el mestre Bai Yun va a investigar dient-li a Shi Fang que es quedi al temple. El dimoni de l'arbre sap dels monjos residents i li diu a una dona fantasma Lotus que vagi a seduir Shi Fang. El Lotus intenta seduir-lo moltes vegades la primera nit, però després que descobreix que és un fantasma, intenta matar-lo per ordres del dimoni de l'arbre, però ell se salva recitant mantres que la repeleixen. Malgrat això, deixa que Lotus se'n vagi per compassió abans que torni el seu amo. Durant les properes nits, en Lotus torna a visitar Shi Fang i els dos s'estimen.
Tanmateix, un altre fantasma, Papallona, sospita de la seva germana Lotus. En ser rivals pel favor del Dimoni de l'Arbre, Papallona conspira per capturar el monjo i exposar la traïció de la seva germana. Quan el Dimoni Arbre intenta prendre Shi Fang, el mestre intervé i utilitza el seu bastó per transportar el seu deixeble a un lloc segur. En la batalla posterior amb el dimoni de l'arbre, el propi mestre és capturat.
Shi Fang demana a Yin perquè l'ajudi a rescatar el seu amo, i creu que també ha d'ajudar a Lotus recuperant la seva urna. En Yin i el mestre lluiten amb el dimoni de l'arbre fent servir habilitats sobrenaturals taoistes i budistes junts, destruint-lo. Tot i que desaprova la relació del seu deixeble amb el fantasma, el mestre també ajuda a salvar en Lotus. No obstant això, després de la destrucció del Dimoni de l'Arbre, el Dimoni de la Muntanya Negra persegueix Yin, Shi Fang, el mestre Bai Yun i Lotus. Invoca pilars alts per bloquejar la seva via d'escapament i enfosqueix el cel perquè la llum del sol no pugui brillar a la terra.
Llavors, el mestre Bai Yun llança un encanteri sobre Shi Fang i cobreix el seu cos amb la seva pròpia sang, que ha agafat un color daurat a causa de la seva energia espiritual acumulada. A continuació, Lotus porta a Shi Fang al cel per sobre dels núvols foscos perquè Shi Fang pugui utilitzar el seu cos daurat per canalitzar el poder del Buda per trencar la barrera de la foscor del dimoni perquè la llum del sol pugui tornar a entrar a la terra. Al final, el dimoni de la Muntanya Negra és matat per la llum del sol i el cel s'aclareix. Shi Fang creu que Lotus pot haver estat assassinada per la llum del sol i comença a buscar-la. Troba en Lotus amagada sota un munt de roques, a salvo del sol, i en Lotus li diu a Shi Fang que el seu esperit el seguirà quan ell tregui la seva urna de cendres d'aquell lloc.

## Repartiment
- Tony Leung Chiu-Wai com el monjo Shi Fang
- Jacky Cheung com l’espadatxí Yin
- Joey Wong com Lotus
- Nina Li Chi com Papallona
- Lau Siu-ming com Tres Dimonis (Lao Lao)
- Lau Shun com el mestre de Shi Fang, Bai Yun
- Lau Yuk-ting com Jade
- Tommy Wong com l’home amb Yin a la casa de te
- Sam Hoh com noi